# كارل فون ترزاغي
كارل فون ترزاغي (بالإنجليزية: Karl von Terzaghi) ‏ (2 أكتوبر 1883م - 25 أكتوبر 1936م) عالم تربة ومهندس مدني جيوتقني وجيولوجي نمساوي، عرف بأنه رائد علم ميكانيكا التربة لإسهاماته الكبيرة في هذا المجال.

## حياته
ولد كارل فون ترزاغي في مدينة براغ التي كانت تتبع حينها إلى الإمبراطورية النمساوية-المجرية، أما الآن فهي عاصمة جمهورية التشيك، وهو الابن الأول في عائلته، والده أنطون فون ترزاغي من أصول إيطالية وكان يعمل مقدما في الجيش، أما والدته فهي آماليا إيبيرل. انتقلت عائلته إلى العيش في مدينة غراتس في النمسا بعد أن تقاعد والده من الجيش.
أرسله والداه إلى مدرسة عسكرية وهو في سن العشر سنوات، وفي تلك المدرسة نشأ لدى ترزاجي اهتماماتٌ بعلميّ الفلك والجغرافيا، وفي سن الرابعة عشرة، دخل ترزاجي إلى مدرسة عسكرية أخرى واقعة في مدينة هرانيتس في مملكة بوهيميا، وعُرف عنه أنه كان طالباً متميّزا خصوصا في الهندسة الرياضيّة والرياضيّات، وتخرج ترزاجي من المدرسة بمرتبة الشرف وهو بعمر 17 عاماً.
في عام 1900م، بدأ كارل ترزاغي حياته الجامعية في الجامعة التقنية في غراتس لدراسة الهندسة الميكانيكية، وقد تولدت لديه في الجامعة اهتماماتٌ بعلوم الميكانيكا النظرية. وفي أثناء دراسته الجامعية كان على وشك التعرض للفصل من الجامعة لكنه في النهاية لم يُفصل وأنهى دراسته الجامعية بالتخرّج مع مرتبة الشرف عام 1904م. وبعد التخرّج، التحق بصفوف الجيش لمدة سنة واحدة لينهي ساعات الخدمة العسكرية، وأثناء تأدية واجباته العسكرية وترجم دليلاً خاصاً بالمصطلحات الجيولوجية الشائعة من الإنجليزية إلى الألمانية، وبعد أن أنهى خدماته العسكرية في الجيش عاد إلى الجامعة وجمع بين دراسة علم الجيولوجيا ومواضيع أخرى كهندسة الطرق والمواصلات، وبعد فترة وجيزة نشر كارل ترزاغي أول ورقة علمية أكاديمية حول الطبيعة الجيولوجية للأراضي المستوية والمرتفعة في ولاية ستيريا جنوب شرق النمسا.

## حياته المهنيّة
في بداية حياته المهنية عمل كارل كمهندس تصميم مبتدئ في شركة أدولف فون بيتل في فيينا، وبعد مدة أصبحت الشركة أكثر انخراطاً في مجال توليد الطاقة الكهرومائية وأصبح كارل معنيّاً بإيجاد حلول للمشاكل الجيولوجية التي تواجهها الشركة، وبحلول عام 1908م أصبح كارل مهندس موقع ومديراً لمواقع البناء والعمال والتصميم وبناء المنشآت المعدنية المقوّاة بالحديد، حيث نجح كارل بإدارة تلك المشاريع وواصل نجاحاته وانخرط بالعمل في مشروع معقد لبناء سد كهرومائي في كرواتيا ونجح في ذلك فعيّنته الشركة مهندساً مشرفاً على مشروع بتصميم أكثر تعقيدا من المشاريع السابقة في مدينة سانت بطرسبرغ الروسية. بعد أن قضى ستة أشهر في روسيا، طوّر ترزاغي طرقاً رسومية غير مألوفة لتصميم الخزّانات الصناعية، والتي قدّمها كأطروحة لشهادة الدكتوراة في الجامعة، وبعد عدد من الإنجازات المتنامية أتيح له العديد من الفرص، وعزم ترزاغي على الذهاب إلى الولايات المتحدة الأمريكية وتحققت رغبته بالذهاب عام 1912م.
بعد أن ذهب كارل ترزاغي إلى الولايات المتحدة الأمريكية قام بنفسه بأخذ جولة في مواقع بناء السدود الكبرى في الغرب، لم تكن جولته مجرد جولة عادية سياحية بل كانت جولة هندسية لجمع التقارير وتقييم المشاريع وجمع المعلومات حول المشاكل التي تعاني منها السدود. واستفاد من هذه التقارير والمعلومات على أكمل وجه بعد ان عاد إلى بلده النمسا في ديسمبر من عام 1913م.
وعندما اندلعت الحرب العالميّة الأولى، عاد كارل ترزاغي إلى الجيش وعمل كضابط يوجه كتيبة مكونة من 250 رجلاً، والتي زاد عدد أفرادها إلى 1000 رجل فيما بعد، وقاتل في صربيا وشهد سقوط مدينة بلغراد، وبعد أن عمل في فترة قصيرة في إدارة أحد المطارات، أصبح ترزاغي أستاذاً في الكلية العثمانية الملكية للهندسة في إسطنبول والتي تعرف حاليا بجامعة اسطنبول التقنيّة.
في تلك الكلية، بدأ كارل فترة مثمرة في حياته العلمية حيث بدأ عملاً بحثيّاً طويلاً لفهم المعنى الهندسي الصحيح للتربة كمادة هندسية يمكن قياس خصائصها بطرق موحدّة. وأنشأ مختبرا باستخدام أكثر المعدات بدائيّة، وبدأ حينها ثورته العلمية، وتم لأول مرة نشر قياساته وتحليلاته العلمية التي أجراها على الجدران الاستنادية باللغة الإنجليزية عام 1919م، والتي سرعان ما تم الاعتراف بها كمادة علمية مهمة وإنجاز مهم لفهم طبيعة سلوك التربة.
أُجبر كارل ترزاغي على الاستقالة من منصبه في الكلبة العثمانية الملكية للهندسة في إسطنبول بعد انتهاء الحرب، ولكنه عزم البحث على وظيفة جديدة في كلية روبرت في إسطنبول حيث حوّل لغته التعليمية من الإنجليزية إلى الفرنسية، وشيّد ترزاغي مرّة أخرى مختبراً من أبسط المعدّات، وفي ذلك الوقت درس ترزاغي جوانبا تجريبية وكمية مختلفة لنفاذية التربة في الماء وأوجد نظريات لشرح ما توصل إليه من ملاحظات، واخترع أجهزة جديدة لإجراء القياسات، والتي نشر عددا كبيرا منها في كتابه (Magnum Opus, Erdbaumechanik (Soil Mechanics) والتي أحدثت ثورة كبيرة في مجال علم ميكانيكا التربة، والتي تلقى على إثرها دعوة للعمل من معهد ماساتشوستس للتكنولوجيا وقبلها على الفور.

## سنواته الأخيرة
كان توجيه انتباه المهندسين في الولايات المتحدة الأمريكية إلى نتائج أعماله أحد أولوياته التي عمل عليها، حيث بدأ القيام بذلك عبر كتابة سلسلة من المقالات في مجلة ENR ‏ (Engineers News Record) الأمريكية حول الموضوع والتي تم نشرها في شتاء عام 1925م، ولاحقا نشرها في كتيب خاص به عام 1926م. وعندما وصل إلى معهد ماساتشوستس للتكنولوجيا وجد مرافقه فظيعة جدا، وكان يجب عليه أن يتعامل مع بعض العوائق من إدارة المعهد، ومرة أخرى، عمل على إنشاء مختبر مختص بإجراء القياسات والتجارب على التربة معتمداً في ذلك على أدوات من تصميمه الخاص، ودخل لاحقا في مرحلة جديدة تميزت بالنشر المكثف والدوري لاكتشافاته وقياساته وتحقيقه لأرباح كبيرة حيث أصبح يعمل مهندساً استشارياً للمنشآت العملاقة.
في عام 1927م، عملت أوريليا سكوبر بلات وهي سيدة من أصول نمساوية وهي كذلك والدة الشاعرة سيلفيا بلاث كسكرتيرة لكارل ترزاغي، واعتاد الاثنان على تناول عشائهما والحديث بعد العمل حيث عرّفها ترزاغي على الدراما الإغريقية، والأدب الروسي، وأعمال الشاعر هرمان هيسه، وكذلك كتابات الفلاسفة العظماء، روت أوريليا بأنها جنت فائدة كبيرة من حديثها مع ترزاغي حيث قالت بأنها بعد أن جلست مع ترزاغي أدركت مدى الزاوية الضيقة التي كانت تعيشها وأن التعليم الذاتي من الممكن أن يكون مغامرة ممتعة مدى الحياة.
من عام 1926م وحتى عام 1932م، عمل آرثر كاساجراندي وهو أحد رواد علم ميكانيكا التربة والهندسة الجيوتقنية كمساعد خاص لترزاغي في معهد ماساتشوستس للتكنولوجيا (MIT).
كان لدى ترزاغي كاريزما جذابة حيث كان رفيق العشاء المفضل لمحادثاته الرائعة والمتقنة، في عام 1928م، التقى بروث دوجيت والتي كانت في ذلك الوقت طالبة دكتوراة في علم الجيولوجيا في جامعة هارفرد ووقع في حبّها.
في تلك السنة، سئم ترزاغي من العمل في معهد ماساتشوستس وطفح كيله من رئيس المعهد فعزم على العودة إلى قارته الأم أوروبا، وقبل دعوة للعمل في جامعة فيينا التقنية وتزوج من محبوبته روث دوجت والتي أصبحت فيما بعد محررته الخاصة
قبل ترزاغي دعوة للذهاب في رحلة استشارية إلى الاتحاد السوفياتي، وقد سببت له هذه الرحلة ذعراً من النظام الحاكم هناك فأصبح ترزاغي معارضاً للنظام الشيوعي ووصفه بأنه نظام وحشي وفوضوي يستخدم النمسا كقاعدة للحروب.
سافر ترزاغي بلا توقف إلى جميع أنحاء أوروبا بلداً بلداً، وكان يقدم الاستشارات ويعطي المحاضرات والدروس ويجري الاتصالات، وأصبح عبئ التدريس الملقى على كاحله خفيفا نسبيا لذلك واصل تجاربه واختباراته وأصبح مهتما بشكل خاص بموضوع هبوط وروسب أساسات المباني والترويب. وبدأ كذلك العمل على كتابة نسخة جديدة ومحدّثه من كتابه (Magnum Opus, Erdbaumechanik (Soil Mechanics). وفي ذلك الحين بدأت الاضطرابات السياسية في النمسا تؤثر على عمله فقرر عام 1935م أن يترك فيينا لسنة واحدة من 1935م وحتى عام 1936م
ذهب ترزاغي في رحلة قصيرة لتقديم استشاراته مع مؤسسة تودت وهي إحدى المجموعات التي كانت تقدم استشارات في مجال الهندسة المدنية والحربية في ذلك الوقت وكذلك مع عدد من المهندسين المعماريين الذين قاموا بتصميم الخطط المقترحة للمباني العملاقة في موقع تجمع الحزب النازي في نورنبرغ وأدى ذلك إلى نشوب خلاف حول أفضل طريقة لوضع الأساسات السليمة لتلك المباني، وقد أدى ذلك أيضاً إلى إجراء نقاش مع هتلر نفسه لاختيار الموقع المناسب لتلك الأساسات.
عاد كارل ترزاغي بعد ذلك إلى الولايات المتحدة الأمريكية حيث ألقى محاضرة عامة في المؤتمر الدولي لميكانيكا التربة في جامعة هارفارد، وقد أدى هذا الحدث إلى إنشاء الجمعية الدولية لميكانيكا التربة والهندسة الجيوتقنية، وكان ترزاغي أول رئيس لها. وقام ترزاغي بإلقاء عدد من المحاضرات في العديد من الجامعات الأخرى لكنه اكتشف أن فرص وآفاق العمل كانت ضعيفة، فعاد إلى فيينا في سبتمبر 1936م، بعد مدة قصيرة من ولادة ابنه الأول اريك.
أثناء تواجده في فيينا، عاد إلى الجدال السياسي المحترف (بما في ذلك خوضه جدالاً شرساً مع بول فينجر) والذي تغلب عليه ترزاغي بصعوبة، بعد ذلك هرب ترزاغي من فيينا من خلال رحلات استشارية موسعة لمشاريع بناء كبرى في كل من انجلترا وإيطاليا وفرنسا والجزائر ولاتفيا، مضيفا خبرة هندسية كبيرة أخرى فوق خبرته الهندسية.
في عام 1938م، هاجر كارل ترزاغي إلى الولايات المتحدة الأمريكية وشغل منصباً في جامعة هارفرد، وبحلول نهاية الحرب، استُشير في عدد من المشاريغ الضخمة منها نظام مترو الأنفاق في شيكاغو، وميناء مدينة نيوبورت نيوز في فرجينيا، كما أصبح ترزاغي مواطناً أمريكيّاً في مارس عام 1943م ، وحاز على ميدالية فرانك براون عام 1964م، وظل يعمل في جامعة هارفرد حتى أن تقاعد عام 1953م بعد أن وصل أصبح عمره 70 عاماً.
في يوليو عام 1954م، أصبح رئيس المجلس الاستشاري المكلف ببناء سد أسوان العالي، واستقال من منصبة عام 1959 بعد أن دخل في صراع مع المهندسين السوفييت المسؤولين عن المشروع ولكنه واصل تقديم الاستشارة بشأن مشاريع الطاقة الكهرومائية المختلفة خاصة في كولومبيا البريطانية، توفي ترزاغي عام 1963م ودفن في جنوب وترفورد في مين.

## الإرث
أطلقت الجمعية الأمريكية للمهندسين المدنيين في عام 1960م جائزة كارل ترزاغي للمساهمات البارزة في علم ميكانيكا التربة والهندسة تحت سطح الأرض وكذلك الهندسة الأرضية ، كما انشأت مكتبة ترزاغي وبيك التي يديرها المعهد النرويجي الجيوتقني في أوسلو، النرويح والتي تضم في ثنايا رفوفها مجموعة كبيرة من أبحاثه وأوراقه.
سمُي السد الذي عمل عليه في كولومبيا البريطانية في كندا باسمه حيث أصبح يطلق عليه سد ترزاغي عام 1965م تكريماً له.

## روابط خارجية
- كارل فون ترزاغي على موقع الموسوعة البريطانية (الإنجليزية)